# Hylaeus communis
Hylaeus communis là một loài ong trong họ Colletidae. Loài này được Nylander miêu tả khoa học đầu tiên năm 1852.